# Viên Sùng Tổ
Viên Sùng Tổ (tiếng Trung: 垣崇祖; bính âm: Yuán Chóngzǔ; 440 – 483), tên tự là Kính Viễn, sinh quán Hạ Bi , nguyên quán Hoàn Đạo, Lược Dương, là tướng lĩnh nhà Lưu Tống, nhà Nam Tề trong lịch sử Trung Quốc.

## Thân thế
Thời Thạch Hổ, họ Viên dời nhà đến Nghiệp. Ông cụ Viên Sùng Tổ là Viên Sưởng làm Trường Nhạc quốc Lang trung lệnh nhà Tiền Tần. Vua Nam Yên là Mộ Dung Đức chiếm Thanh Châu, lấy Sưởng làm Xa kỵ trưởng sử. Cháu Đức là Siêu nối ngôi, ông bác của Sùng Tổ là Tuân và ông nội là Miêu lại được nhà Nam Yên ủy nhiệm. Tuân làm Thượng thư, Miêu làm Kinh Triệu thái thú.
Lưu Dụ vây Quảng Cố, Tuân, Miêu trèo thành ra hàng, được làm Thái úy hành tham quân. Trong những năm Nguyên Gia thời Lưu Tống Văn Đế (424 – 453), Tuân làm Viên ngoại tán kỵ thường thị, Miêu làm Đồn kỵ hiệu úy.
Bác ông là Viên Hộ Chi, cha ông là Viên Tuân Chi.

## Làm tướng nhà Lưu Tống

### Hưởng ứng Tiết An Đô
Năm Sùng Tổ lên 14 tuổi, tỏ ra rất có tài năng, Viên Hộ Chi nói với người trong họ rằng: "Đứa trẻ này ắt mở mang cửa ngõ nhà ta, các người không theo kịp đâu!" Thứ sử Lưu Đạo Long gọi làm Chủ bộ, đãi ngộ rất hậu. Năm Cảnh Hòa (465) thời Lưu Tống Tiền Phế đế, Đạo Long xin ra nắm Lương Châu, tâu chuyển Sùng Tổ làm Nghĩa Dương vương Chinh bắc hành tham quân, cùng đi với Đạo Long. Ông được phái về Hạ Bi mộ thêm người.
Lưu Tống Minh đế lên ngôi, Đạo Long bị giết. Tiết An Đô phản, Minh Đế sai Trương Vĩnh, Thẩm Du Chi đánh dẹp, An Đô sai tướng Bùi Tổ Long, Lý Thế Hùng chiếm cứ Hạ Bi. Tổ Long đưa Sùng Tổ đi chiến đấu với đài quân, gặp phải Quân chủ Lưu Di Chi của viện quân Thanh Châu phản bội đầu hàng, quân đội của Tổ Long tự thua, Sùng Tổ và vài mươi người thân cận trong đêm cứu Tổ Long, cùng chạy về Bành Thành.

### Không theo Bắc Ngụy
Tiết An Đô đầu hàng Bắc Ngụy, Sùng Tổ trên danh nghĩa là tướng Ngụy, nhưng vẫn cầm quân quanh quẩn trong vùng Lang Tà, người Ngụy không thể khống chế. Ông bí mật sai người đến Bành Thành đón mẹ, muốn chạy về miền nam. Việc bị tiết lộ, quân Ngụy bắt mẹ của ông làn con tin. Em rể của Sùng Tổ là Hoàng Phủ Túc có anh trai là con rể của Tiết An Đô, nên Túc được người Ngụy tin tưởng. Túc đem gia thuộc cùng mẹ của Sùng Tổ chạy đến Cù Sơn, ông nhân đó đưa bộ khúc chiếm cứ nơi ấy, sai sứ xin quy hàng nhà Lưu Tống. Tiêu Đạo Thành đang ở tại Hoài Âm, đồn thú Cù Sơn nằm dưới quyền của ông ta, nên Đạo Thành đưa mẹ của Sùng Tổ về kinh sư, được Minh đế tiếp nhận.

### Trấn thủ Cù Sơn
Cù Sơn giáp biển, trơ trọi và hiểm trở, lòng người chưa yên, Sùng Tổ thường thả thuyền bên mép nước, có việc nguy cấp thì chạy ra biển. Hoạn Thành đô tướng, Đông Từ Châu thứ sử Thành Cố nhà Bắc Ngụy sai 2 vạn bộ kị đến tập kích Sùng Tổ, đóng quân ở Lạc Yếu, cách thành Cù Sơn 20 dặm. Sùng Tổ ra ngoài tiễn khách chưa về, trong thành sợ hãi, đều xuống thuyền muốn bỏ đi. Ông trở về, nhận xét đây chỉ là một toán quân nhỏ, không cần phải cuống lên; bèn sai bọn tâm phúc kêu to lên rằng viện quân sắp đến, người trong thuyền vui mừng, tranh nhay lên bờ. Sùng Tổ đưa họ vào thành, sai những người gầy yếu ra đảo, lệnh cho họ đốt 2 đống lửa lớn rồi lên núi đánh trống reo hò. Kỵ binh do thám của Ngụy cho rằng đối phương rất mạnh, bèn lui đi.
Sùng Tổ tâu lên Minh đế, mượn cớ chính danh mà xin quan chức, được làm Phụ quốc tướng quân, Bắc Lang Tà, Lan Lăng 2 quận thái thú. Tư Mã Tòng Chi mưu khởi binh, ông đánh dẹp rồi bắt chém đi.

### Dứt lo Hoài Nam
Bấy giờ người Ngụy đánh tiếng muốn xâm phạm Hoài Nam, Minh Đế đem việc ấy hỏi Sùng Tổ. Ông tâu rằng: " Nên lấy khinh binh thâm nhập, xuất kì bất ý, tiến có thể lập công lao phi thường, lui có thể dứt được nỗi lo dòm ngó của kẻ địch." Đế đồng ý. Sùng Tổ đem mấy trăm người vào sâu 700 dặm biên giới Bắc Ngụy, chiếm cứ Nam Thành, củng cố Mông Sơn, chấn động quận huyện. Đại quân Bắc Ngụy đến đánh, mẹ của bộ tướng Lương Trạm của ông bị bắt làm con tin, lòng quân rối bời, đều muốn lui chạy. Sùng Tổ cổ vũ tướng sĩ, ra sức đánh bại truy binh. Nhờ công khó nhọc, được phong Hạ Bi huyện tử.

### Lập thú Long Tự
Năm Thái Dự đầu tiên (472), Sùng Tổ coi việc Từ Châu, dời đến đồn thú Long Tự, phía nam Cù Sơn. Ông tâu xin ngăn sông rót nước xuống đồng bằng để ngăn trở kỵ binh Bắc Ngụy. Đế hỏi Lưu Hoài Trân, ông ta nói có thể làm được. Sùng Tổ soái quân đi lấp sông, chưa xong, mấy vạn kỵ binh Ngụy đến. Ông cưỡi ngựa cầm sóc xông pha mà vẫn không địch nổi, bèn đắp thành mà giữ. Trời mưa hơn 10 ngày, quân Ngụy rút lui, Long Tự cũng không làm xong. Sùng Tổ nhận chức Hu Dị, Bình Dương, Đông Hải 3 quận thái thú, tướng quân như cũ. Chuyển làm Thiệu Lăng vương Nam trung lang tư mã, rồi lại làm Đông Hải thái thú.

### Tâm phúc Tiêu Đạo Thành
Khi xưa Sùng Tổ gặp Tiêu Đạo Thành ở Hoài Âm, Đạo Thành thấy ông vũ dũng, đãi ngộ rất tốt. Sùng Tổ cảm kích, trở thành tâm phúc của Đạo Thành. Cuối những năm Nguyên Huy (473 - 477), Đạo Thành lệnh Sùng Tổ đem người nhà gởi cho Hoàng Phủ Túc, đưa mấy trăm người vào biên giới Ngụy, nghe ngóng tình hình. Vào lúc phế Thương Ngô vương, Đạo Thành triệu Sùng Tổ lĩnh bộ khúc về đô, nhận chức Du kích tướng quân. Dẹp xong Thẩm Du Chi, Đạo Thành lấy Sùng Tổ làm Trì tiết, Đốc Duyện, Thanh, Ký 3 châu chư quân sự, rồi dời làm Quan quân tướng quân, Duyện Châu thứ sử.

## Làm tướng nhà Nam Tề

### Mượn nước làm thành
Tiêu Đạo Thành lên ngôi, là Nam Tề Cao đế. Bắc Ngụy giúp Lưu Sưởng vây Từ Châu, Cao đế khích lệ Sùng Tổ, sai ông đi trấn thủ Thọ Xuân, nhận chức Sứ trì tiết, Giám Dự, Ti 2 châu chư quân sự, Dự Châu thứ sử, tướng quân như cũ. Được phong Vọng Thái huyện hầu, thực ấp 700 hộ.
Năm Kiến Nguyên thứ 2 (480), Bắc Ngụy sai Lương vương Thác Bạt Úc Đậu Quyến cùng Lưu Sưởng đưa 20 vạn kỵ bộ vào cướp Thọ Xuân. Sùng Tổ triệu văn vũ bàn bạc: "Giặc đông ta ít, phải dùng kỳ mưu mà chế ngự. Bây giờ (ta) muốn đắp (thêm 1 lớp) thành ngoài để đợi địch, mà thành (ngoài sẵn có) quá rộng, không dùng nước không xong, nay (ta) muốn xây đập ngăn sông Phì, tức là mượn nước giữ hiểm 3 mặt, ý các ngươi thế nào?" có người nói năm xưa quân đội của Nam Bình vương Lưu Thước nhà Lưu Tống mạnh mẽ, gặp phải đại quân của Bắc Ngụy Thái Vũ đế, vẫn phải bỏ thành ngoài vào thành trong mà cố thủ, cho rằng tình hình hiện tại còn bất lợi hơn gấp chục lần, có dùng thêm 1 lớp thành ngoài cũng chẳng ích gì! Cần phải lui vào thành trong mà cố thủ. Ông nói: "Anh biết một mà không biết hai. Nếu bỏ thành ngoài, giặc ắt chiếm lấy, ngoài dựng lầu cao, trong đắp lũy dài, không gặp trở ngại gì, trong ngoài có địch, (tức là) ngồi một chỗ đợi người ta đến bắt. Giữ thành (ngoài) xây đập, là kế sách mà ta đã quyết, không ai ngăn được!" rồi ở tây bắc thành làm con đập ngăn sông Phì, phía bắc đập dựng 1 tòa thành nhỏ, chung quanh có hào sâu, sai mấy ngàn người đến giữ.
Sùng Tổ suy đoán lương thực của quân Ngụy thiếu thốn, ắt ra sức đánh gấp tòa thành nhỏ, mưu đồ phá đập. Họ thấy hào hẹp thành nhỏ, cho rằng đánh là phá được ngay. Quả nhiên quân Ngụy đến đánh thành, chia làm 2 lộ đông – tây. Đạo phía tây tập kích phía nam đập, đạo phía đông đánh thành. Ông đội mũ sa trắng, đứng trên thành chỉ huy tướng sĩ. Đến trưa, Sùng Tổ sai Trưởng sử Phong Duyên Bá khơi đập, thế nước càng lúc càng lớn, quân Ngụy chết đuối đến mấy ngàn người, buộc phải rút lui.
Ông nhờ công được tiến hiệu làm Đô đốc, Bình tây tướng quân, tăng phong 1500 hộ. Sùng Tổ nghe biết nghi lễ của Trần Hiển Đạt, Lý An Dân đều được tăng cấp, bèn tâu xin mấy bộ nhạc Cổ xuy, Hoành xuy. Cao đế ban cho 1 bộ Cổ xuy.

### Giữ đồn Hạ Thái
Sùng Tổ lo người Ngụy lại cướp Hoài Bắc, tâu xin dời về đồn thú Hạ Thái ở Hoài Đông. Mùa đông năm ấy, quân Ngụy nói phao lên muốn san bằng Cố Thành của họ để dời vị trí đồn thú vào sâu hơn trong nội địa. Có người ngờ quân Ngụy đang lập đồn thú ở Cố Thành, ông cho rằng Cố Thành ở quá gần Hạ Thái, đây là người Ngụy muốn đánh Hạ Thái. Quả nhiên quân Ngụy đến đánh, Sùng Tổ tự soái quân vượt sông Hoài, đại phá địch, đuổi theo mấy chục dặm, giết được hàng ngàn người. Cao đế có sắc cho ông tổ chức doanh điền, không được tiếp tục gây hấn.

### Vua ngờ tôi chết
Nam Tề Vũ đế Tiêu Trách nối ngôi, triệu Sùng Tổ về làm Tán kỵ thường thị, Tả vệ tướng quân. Ít lâu có chiếu giữ bổn nhiệm, gia hiệu An tây. Rồi dời làm Ngũ binh thượng thư, lĩnh Kiêu kị tướng quân. Khi xưa Vũ đế còn là Thái tử, Sùng Tổ được đối đãi rất hậu, nhưng lại tỏ ra lạnh nhạt, khiến cho Vũ đế ngậm hờn. Cao đế vừa băng, Vũ đế nghi ngờ, lập tức lệnh cho ông chuyển về triều. Ngày 9 tháng 4 năm Vĩnh Minh đầu tiên (483), ông cùng Tuân Bá Ngọc bị ban chết.
Con là Huệ Long bị đày đến Phiên Ngu, chết ở đấy.
Nam Tề thư đánh giá việc Vũ đế giết những công thần của Cao Đế là Viên Sùng Tổ và Trương Kính Nhi là "cẩu phanh cung tàng" (chó bị mổ, cung bị xếp xó).

## Dật sự: Không thẹn Hàn, Bạch
Khi xưa Sùng Tổ ở Hoài Âm gặp Tiêu Đạo Thành, tự sánh mình với Hàn Tín, Bạch Khởi. Sau chiến thắng Thọ Xuân, Cao đế nói với triều thần rằng: "Sùng Tổ nói vì ta chống giặc, quả như lời ông ta. Ông ta luôn tự nhận là Hàn, Bạch, nay thật là được như vậy!"